# Rączki (województwo warmińsko-mazurskie)
Rączki – wieś w Polsce położona w województwie warmińsko-mazurskim, w powiecie nidzickim, w gminie Nidzica.
W latach 1975–1998 miejscowość położona była w województwie olsztyńskim.
Wieś położona jest 8 km od wsi Łyna, w pobliżu rezerwatu Źródła Rzeki Łyny.
W Rączkach położone są przystanek PKS i sklep. Znajduje się tam Publiczna Szkoła Podstawowa im. Stanisława Mikołajczyka w Rączkach, istnieje od 1946. W 1996 szkoła obchodziła 50-lecie swojego istnienia. Podczas tego uroczystego wydarzenia placówka otrzymała imię swojego patrona oraz sztandar.